# والری آنیسیموف
والری آنیسیموف (روسی: Валерий Владимирович Анисимов؛ زادهٔ ۷ ژوئیه ۱۹۳۷) کشتی‌گیر فرنگی اهل شوروی بود.
وی همچنین برندهٔ جوایزی همچون قهرمان ورزشی اتحاد شوروی شده‌است.
وی در مسابقات کشوری و بین‌المللی در مجموع برندهٔ ۱ مدال طلا، ۱ مدال نقره شده‌است.